# Région de développement Sud-Est
Le Sud-Est (en roumain : Sud-Est) est une région de développement de Roumanie créée en 1998, sous-partie de la macro-région 2. Comme les sept autres régions, elle ne dispose pas d'institutions propres mais vise à coordonner sur son territoire des projets de développement régional à gérer des fonds délivrés par l'Union européenne. Elle comprend 6 județe :
- Brăila
- Buzău
- Constanța
- Galați
- Tulcea
- Vrancea